# Bauernhof Lindenstraße 3 (Calvörde-Berenbrock)
Der Bauernhof in der Lindenstraße 3 im Calvörder Ortsteil Berenbrock steht unter Denkmalschutz.

## Lage

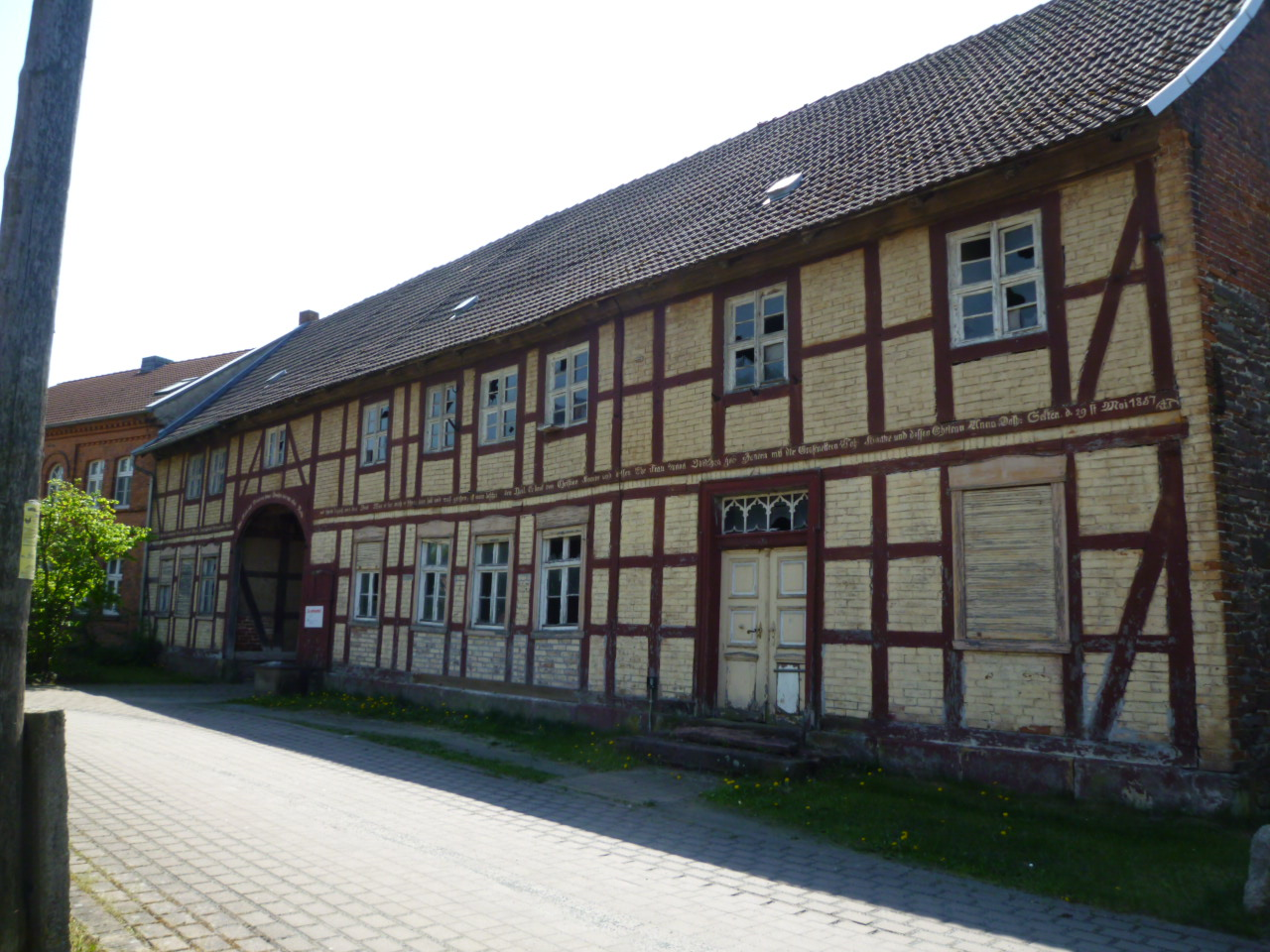
Das Bauernhaus

Der Bauernhof befindet sich direkt im Ortszentrum des Rundlingsdorfs Berenbrock, das zur Gemeinde Calvörde, im Landkreis Börde in Sachsen-Anhalt, gehört.

## Beschreibung und Geschichte
Der Bauernhof besitzt eine Hofanlage mit traufseitig dem Rundlingsplatz zugewandtem Wohnhaus. Das Fachwerkwohnhaus ist zweigeschossig und besitzt eine ganz charakteristische Hofeinfahrt. Das Wohnhaus weist eine ungewöhnliche qualitätsvolle Architektur mit bemerkenswerten Details, so z. B. die Haustür oder die Inschriften auf den Querbalken des Wohnhauses, auf. 1857 wurde das Wohnhaus Opfer eines Brandes. Unter Verwendung älterer Teile wurde das ortsbildprägende Wohnhaus wieder errichtet.